# FIP (radio)
France Inter Paris, o FIP, è una stazione radio francese, fondata nel 1971. Fa parte del gruppo di Radio France.
Questa radio, diffusa via web, propone solo musica, non prevedendo interventi parlati o pubblicità.